# Tel Zehavi
Tel Zehavi (hebreiska: תל זהבי) är en höjd i Israel.   Den ligger i distriktet Norra distriktet, i den nordöstra delen av landet.
Terrängen runt Tel Zehavi är kuperad åt nordväst, men åt sydost är den platt. Runt Tel Zehavi är det ganska tätbefolkat, med 155 invånare per kvadratkilometer. Närmaste större samhälle är Bet She'an, 3,5 km öster om Tel Zehavi. Trakten runt Tel Zehavi består till största delen av jordbruksmark.